# Heraclia suda
Heraclia suda là một loài bướm đêm trong họ Noctuidae.